# Sand Creek Massacre National Historic Site
Le Sand Creek Massacre National Historic Site est un site historique national américain dans le comté de Kiowa, au Colorado. Créé le 27 avril 2007, il protège le site du massacre de Sand Creek, lequel était déjà inscrit au Registre national des lieux historiques depuis le 28 septembre 2001. Il est géré par le National Park Service.